# Smilax populnea
Smilax populnea är en enhjärtbladig växtart som beskrevs av Carl Sigismund Kunth. Smilax populnea ingår i släktet Smilax och familjen Smilacaceae. Inga underarter finns listade.